# سیارک ۱۱۵۱۹
سیارک ۱۱۵۱۹ (به انگلیسی: 11519 Adler، نامگذاری:1991GZ4) یازده هزار و پانصد و نوزدهمین سیارک کشف شده‌است که در ۸ آوریل ۱۹۹۱ کشف شد.
قدر مطلق سیارک برابر ۱۴٫۸۰ است.